# اعدام فراقانونی

نقاشی سوم ماه مه ۱۸۰۸ اثر فرانسیسکو گویا که اعدام اختصاری را نشان می‌دهد.

اعدام فَراقانونی یا اعدام خودسَرانه (به انگلیسی: Summary execution) نوعی از اعدام است که در آن شخص به واسطه اتهاماتی که دارد بدون داشتن محاکمه منصفانه یا کامل بلافاصله اعدام می‌شود. همچنین گاهی اعدام‌هایی که حاصل محاکمه اختصاری هستند (مثل محاکمه صحرائی) را نیز شامل می‌گردد ولی به‌طور کلی شامل مواردی می‌شود که همزمان یا در مدت کوتاهی شخص مورد بازداشت، اتهام‌زنی و سپس بدون محاکمه اعدام می‌شود.
براساس قوانین بین‌المللی امتناع از پذیرش تسلیم قانونی در جنگ، در دسته اعدام‌های سریع (به مثابه قتل) قرار می‌گیرد.